# 不思議ちゃん
不思議ちゃん（ふしぎちゃん）とは常識からズレて独特の感覚を持っている女性のこと。男性は「不思議くん」と言う。

## 概要
「不思議ちゃん」の特徴として、一般的には「常識にとらわれない、個性的な感性の持ち主」「マイペースで空気を読まない、他人に無頓着」などが挙げられる
芸能界では「こりん星出身」を自称していた小倉優子など「不思議ちゃん枠」を設けるのが一般的になっている。

## 不思議少女
「不思議ちゃん」という言葉が広く使われるようになったのは1990年代であるものの、1980年代には既に不思議少女という表現が登場していた。
この1980年代には『ネクラ』という言葉が流行したほか、ワイドショー番組『トゥナイト』で登場した『ほとんどビョーキ』というフレーズも流行し、1984年にはそれらに符合する『戸川純』がマスメディアによって『ビョーキ風』『根暗』『あんどん族』『不思議少女』などと形容され話題となっていった。
戸川純のような1980年代の日本の音楽業界における不思議少女系シンガーの登場はニューウェイヴや新人類の登場と関連があるという説がある。

## 不思議ちゃん線
お笑いタレント 島田秀平の提唱する手相の線の一つであり、薬指と小指の間から伸びる線のことである。アイドルに多いとされる。

## 不思議ちゃん・不思議少女をテーマとした作品
- バラエティ番組
  - 『ボディボディ』内「不思議ちゃんの世界」 テレビ東京 1995年[7][8]
  - 『不思議の国のアリス』 フジテレビ 2007年1月4日放送[2]
  - 『水曜日のダウンタウン』内「不思議ちゃん設定パターン枯渇している説」 TBS 2018年8月22日放送[9][10]
- 漫画
  - 矢沢あい『ご近所物語』[11] 集英社 1995年-
  - 久米田康治『かってに改蔵 25巻』内「ロッキンホースなバレリーナ？」 小学館 2004年 ISBN 978-4091264657
  - 瀧波ユカリ『臨死!!江古田ちゃん 1巻』 講談社 2006年 ISBN 978-4063144130
- 談話集
  - 怖い話研究会芸能部 編『テレビでは流せない芸能界の怖い話 2011』内「覚えのないメモ」 ティー・オーエンタテインメント 2011年 ISBN 978-4904376676
- 音楽
  - 真鍋ちえみ『不思議・少女』 1982年
  - 爆風スランプ『新しいことを始めよう』内「不思議少女ナナ」 1996年5月22日

## 関連書籍
- 千秋『不思議ちゃん 計算か天然か。千秋が綴るワタシのいままで。』 宝島社 2011年 ISBN 978-4796685863
- 松谷創一郎 『ギャルと不思議ちゃん論: 女の子たちの三十年戦争』原書房 2012年 ISBN 978-4562048588